# Toshio Bando
Toshio Bando (Tokushima, isla de Shikoku, 16 de julio de 1895-Vert (Yvelines), 1 de marzo de 1973) fue un pintor japonés (Toshio Tamotsu Tokiwa Tokigawa Bando), que vivió en Francia a partir de julio de 1922, perteneciendo a la primera Escuela de París y a la Asociación de los pintores japoneses de París (Nihon bijutsu kyökaï).

## Datos biográficos
Toshio Bando fue huérfano de madre desde la edad de siete años y es esta gran ausencia la que parece ser la fuente de una marcada presencia femenina en su obra pictórica (escenas íntimas,  retratos de mujeres, desnudos) en su obra. Yasutaro, su padre,trabajó en una compañía de transportes marítimos de Osaka y sostuvo sin reservas el proyecto del artista de consagrar su vida a la pintura, permitiéndole en 1913 la formación en Tokio cerca de Fujishima Takeji que lo condujo a su primera exposición de grupo en Japón en 1918 (el Salón Bunten, exposición oficial, organizada a partir de 1907 bajo la autoridad del ministerio de la educación y sobre el modelo de los salones franceses), la lectura de la revista de vanguardia Shirakaba que lo ilumina simultáneamente sobre el fovismo, el cubismo y toda la vida artística parisiense.
Toshio Bando llegó a Francia en julio de 1922 y, a la manera de su contemporáneo el pintor Micao Kono y del joven Ruytchi Souzouki, optó por el camino de la escuela de Montparnasse.  Por el archivo de Armand Boutillier del Retail, sabemos que entre 1922 y 1932la obra de Toshio Bando fue apreciada por la  crítica de arte, tanto en Francia (Gustave Kahn, Louis-Léon Martin, André Warnod) como en Alemania, en Bélgica, en Italia y en Estados Unidos.
En 1931, Toshio Bando adquirió una residencia que conservó hasta el fin de su vida en Yvelines, volviendo sin embargo a instalarse en París en 1938, sucesivamente al número 23, del Bulevar Gouvion-Santo-Cyr, a la calle Denfert-Rochereau, finalmente, en 1940, a la calle Nicolo. Tuvo una hija llamada Kimie que nació en 1944.
A partir de 1957, fecha en la que su salud comenzó a declinar, Toshio Bando dejó de aparecer, más que en contadas ocasiones, en el mundo de las exposiciones. El 25 de diciembre de 1972, es víctima de una caída de la que no se repuso. Murió el 1 de marzo siguiente. Fue inhumado en el cementerio del Padre-Lachaise.

## Museos y colecciones públicas
- Museo de arte y de historia de Saint-Denis.
- Choueke Family Residence, Kobe.[6]
- Museo de arte y de historia de Auxerre.